# Anophthalmus hitleri
Anophthalmus hitleri je brouk z čeledi střevlíkovitých. Je dlouhý okolo 0,5 cm a žije pouze v několika jeskyních v okolí slovinského města Celje. Odborný název Anophthalmus znamená doslova „bezoký“ a vychází z toho, že v důsledku adaptace na podmínky, v nichž panuje stálá tma, u tohoto druhu zakrněly zrakové orgány. Orientuje se pomocí hmatových chloupků na tykadlech. Larvy i dospělci jsou draví.
Tento druh objevil v roce 1933 slovinský sběratel Vladimir Kodrič. Odeslal exemplář rakouskému entomologovi Oskaru Scheibelovi, ten ho určil jako samostatný druh, který jako přesvědčený nacista pojmenoval po Adolfu Hitlerovi. Protože v taxonomii platí pravidlo priority, nebyl tento název nikdy změněn. Kvůli svému jménu je brouk velmi ceněn mezi sběrateli válečných relikvií, za jeden exemplář se platí až tisíc eur. Tento obchod přivedl vzácný druh na pokraj vyhubení. K postupnému vymírání tohoto druhu také nasvědčuje skutečnost, že neonacisté z celého světa se sjíždí u slovinských jeskyní a odnášejí si tento dravý hmyz ke sběratelským účelům.[zdroj?]
V roce 1984 vydala jugoslávská pošta známky s námětem ohrožených živočichů, na nichž je vyobrazen Anophthalmus hitleri, ovšem bez popisu.